# IND Culver Line

La F assure une desserte locale sur l'ensemble du tracé.

 (septembre 2022).
Si vous disposez d'ouvrages ou d'articles de référence ou si vous connaissez des sites web de qualité traitant du thème abordé ici, merci de compléter l'article en donnant les références utiles à sa vérifiabilité et en les liant à la section « Notes et références ».
L'IND Culver Line est une ligne (au sens de tronçon du réseau) du métro de New York comprenant des sections aériennes et souterraines, et située dans l'arrondissement de Brooklyn. Elle est issue de l'ancien réseau de l'Independent Subway System (IND). Rattachée à la Division B, son tracé s'étend de Downtown Brooklyn vers le sud pour rejoindre Coney Island. La ligne est desservie par le service F sur l'intégralité de son tracé, et plusieurs stations sont également desservies par le service G.
Entre son point de départ au nord, au niveau d'un enclenchement situé au-dessus de la station Jay Street – MetroTech, et où les trains peuvent accéder à la IND Sixth Avenue Line et à l'IND Eighth Avenue Line, et la station de Church Avenue dans le quartier de Kensington, la ligne est souterraine et comporte quatre voies, bien qu'elle comporte une section aérienne pour traverser le canal Gowanus. Cette dernière constitue d'ailleurs l'unique structure aérienne de l'ancien Independent Subway System. Dans Kensington, la ligne regagne la surface sur une structure aérienne à trois voies construite par l'ancienne Brooklyn Rapid Transit Company dans le cadre des Dual Contracts. Lors de l'ouverture de la rampe en 1954, l'ancien trajet partant de Kensington au nord-ouest du Sunset Park fut conservé sous le nom de Culver Shuttle jusqu'à sa fermeture en 1975. La section finale de la ligne à Coney Island est située à l'étage inférieur d'une structure aérienne à deux niveaux, en dessous de la BMT Brighton Line. Le premier tronçon de la ligne fut inauguré le 16 mars 1919, et la ligne, achevée en 1954 compte 21 stations.